# Cristão-velho
Yo te untaré mis obras con tocino/
porque no me las muerdas, Gongorilla...

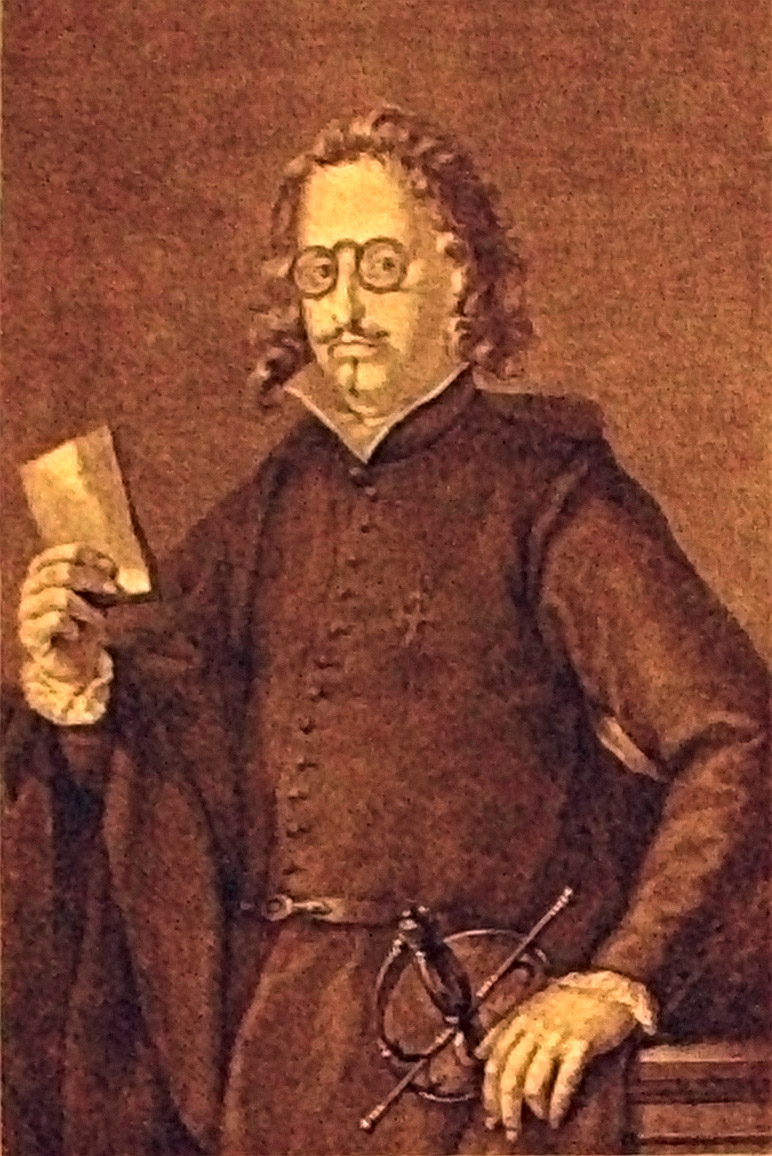
Francisco de Quevedo, um cristão-velho, zombava da pouca limpeza de sangue dos seus inimigos literários, como Luis de Góngora y Argote.
Yo te untaré mis obras con tocino/
porque no me las muerdas, Gongorilla...

Cristão-velho, ou cristão-puro, é um conceito ideológico que pretendia designar o segmento maioritário das populações portuguesa e espanhola durante todo o Antigo Regime (Baixa Idade Média e Idade Moderna), em contraposição ao de cristão-novo. Embora não conferisse nenhum tipo de privilégio estamental, mas era uma condição social prestigiosa, e um orgulho que estava até fora do alcance de muitos ricos e que a maior parte dos pobres teria por nascimento.

## Origem histórica
Nasce como consequência da Reconquista, fundamentalmente a partir do momento em que os territórios ocupados pelos reinos cristãos estão densamente povoados (do século XI ao século XIII: primeiro os vales do rio Ebro e rio Tejo, e depois do rio Guadalquivir e a zona de Levante). A partir da crise do século XIV, apesar de que a reconquista ser mais lenta, as tensões sociais acentuam-se, em prejuízo da minoria judia: por exemplo, dá-se pogrom de 1391, que produzem muitas conversões forçadas, e a aparição de una minoria marrana, que por sua vez foi objecto de perseguição, sobretudo desde a revolta de Pedro Sarmiento em Toledo (1449); sem esquecer os mudéjares (nome que se dá aos muçulmanos nos reinos cristãos), protagonistas de uma revolta no século XIII.

## Utilização social
Frente a esses estratos da população, e mesmo frente aos moçárabes (cristãos que se tinham submetido ao domínio muçulmano no século VIII), a população maioritária reivindica a descendência dos povoadores cristãos dos territórios do norte (faixa cantábrica e pirenaica), livres de domínio muçulmano e protagonistas da Reconquista e Repovoamento, em ambos os casos dotados de um elaborado componente ideológico justificativo, que justifica ao mesmo tempo tanto o predomínio cristão sobre os outros segmentos da população definidos tanto étnica como religiosamente, como o consenso social e a identificação de interesses entre a classe dominante (estamentos privilegiados de nobreza e clero) e a maioria da população (essencialmente o campesinato). Mais ainda, pertencer a uma classe inferior não era demérito para a demonstração de cristão velho, antes pelo contrário, pois era lugar comum acusar qualquer pessoa que enriquecesse de o ser precisamente pelos negócios e regalias que no imaginário social se associavam à minoria judia ou conversa (o pecado de usura proibia os cristãos, e também muçulmanos, de emprestar com juros, e o conceito de lucro condenava-se teologicamente). A burguesia em geral, e sobretudo comerciantes e banqueiros, era portanto vista com suspeição; mas também a alta nobreza, cujos membros raramente podiam provar para além de toda a dúvida não ter algum ponto escuro na sua árvore genealógica, extremo que sempre tinha algum interessado em denunciar. Também foi famoso o Livro verde de Aragão, igualmente do século XVI. Do mesmo modo também não se podia livrar de enxerto judaico a mesmíssima monarquia, desde a Dinastia de Trastâmara.
Tratava-se de cadernos nos quais se recolhiam notícias curiosas de determinadas pessoas e das suas linhagens, mas aplicava-se especialmente às obras em que se expunham os "enxertos" ou origens judaicas da nobreza e das famílias de poder. A primeira obra deste género foi a Instrução redigida em 1499 para o bispo de Cuenca pelo secretário real Fernán Díaz de Toledo, onde se afirmava que toda a nobreza castelhana, incluindo a linhagem dos Enríquez (com os que estava aparentado o mesmíssimo Fernando, o Católico) procediam de conversos por uma ou outra via. Já na primeira metade do século XVI, um conselheiro da Inquisição aragonesa compôs o que seria chamado Livro verde de Aragão, cujas exposições genealógicas deixavam claro que as principais famílias do reino eram de conversos ou haviam tido laços com eles. A obra, manuscrita, divulgou-se de forma imparável, e teve depois numerosas adições e constantes actualizações. Considerada um perigoso e infame libelo, o governo do Conde-Duque de Olivares ordenou queimar todas as cópias possíveis em 1623, mas apesar disso continuou circulando em segredo.
A Inquisição, que perseguia o criptojudaísmo, viu-se nutrida de cristãos-novos que queriam fazer esquecer as suas origens demonstrando um rigor maior que o dos cristãos-velhos.
Em Portugal, a distinção legal entre cristãos-novos e cristãos-velhos terminou por um decreto emitido pelo Marquês de Pombal em 1772.